# سیارک ۲۴۱۳۹
سیارک ۲۴۱۳۹ (به انگلیسی: 24139 Brianmcarthy، نامگذاری:1999VE89) بیست و چهار هزار و صد و سی و نهمین سیارک کشف شده‌است که در ۴ نوامبر ۱۹۹۹ کشف شد.
قدر مطلق سیارک برابر ۷.۸ است.